# Saab 21R
Il Saab 21R fu un aereo militare a reazione, monomotore turbogetto, monoposto e monoplano ad ala bassa, sviluppato dalla divisione aeronautica dell'azienda svedese Saab nei tardi anni quaranta.
Progettato inizialmente come aereo da caccia, nel corso della sua vita operativa fu riconvertito per compiti di attacco al suolo. Il Saab 21R fu il primo caccia a reazione realizzato dalla Saab.

## Storia del progetto
Per realizzare il primo aereo a getto svedese, anche al fine di maturare esperienza nella materia, nell'immediato dopoguerra i progettisti della Saab pensarono di poter utilizzare la cellula del Saab 21 dotandola di un motore a reazione.
La configurazione a elica spingente del Saab 21, si prestava agevolmente alle modifiche previste. Venne così studiata la realizzazione di una apposita versione del velivolo, definita R (che stava, appunto, a indicare "rea": a reazione). Il risultato finale avrebbe ricalcato, a grandi linee, la configurazione del britannico de Havilland DH.100 Vampire, che aveva già volato fin dal settembre del 1943.

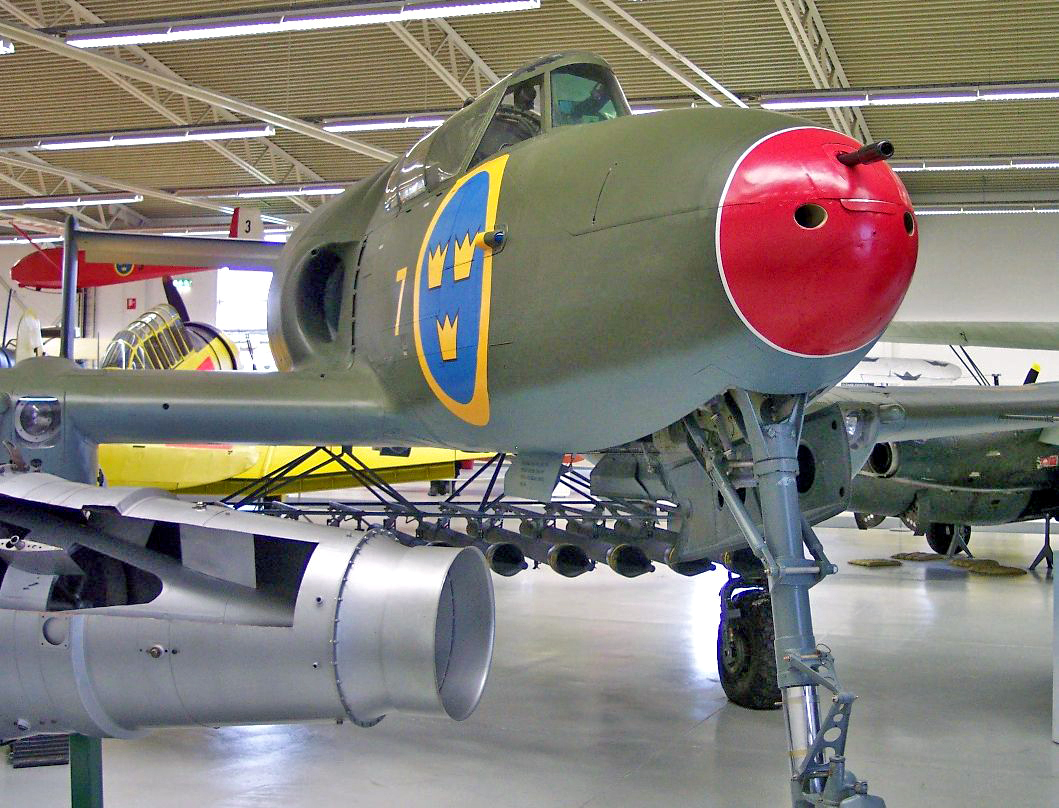
Un Saab 21R (s'intravede, davanti al muso, il condotto di scarico del motore de Havilland Goblin).

Lo stesso Vampire era per altro impiegato dalla Svenska flygvapnet e prodotto su licenza dalla CVM (Centrala Flygverkstaden i Malmslätt, azienda meccanica situata appunto a Malmslätt) e montava la medesima unità motrice che sarebbe stata installata sul Saab 21R: il turbogetto de Havilland Goblin.
La trasformazione del velivolo non si mostrò semplice come previsto: dopo aver stimato di dover modificare circa il 20% delle componenti del Saab 21, i tecnici della Saab furono costretti a rivedere circa il 50% del velivolo, con conseguenti ritardi nella realizzazione.
Il Saab 21R venne rivisto nella fusoliera (di maggiori dimensioni, per accogliere il nuovo motore), nei piani di coda (innalzati, al fine di non ricevere direttamente i gas di scarico del turbogetto), nel carrello d'atterraggio (che fu possibile accorciare, data l'assenza dell'elica). Infine venne complessivamente irrobustita tutta la cellula, per poter sopportare le sollecitazioni determinate dalla potenza della nuova unità motrice.
Il volo del primo prototipo ebbe luogo il 10 marzo 1947, ma la risoluzione dei problemi già citati portò a ritardi nelle consegne degli esemplari di serie, che poterono incominciare solamente nel febbraio del 1949. Tali ritardi, uniti al contemporaneo sviluppo del Saab 29 Tunnan, portarono alla cancellazione di metà dell'ordinativo relativo al Saab 21R, che venne così costruito in soli 60 esemplari di serie (contro i 120 inizialmente previsti).

## Tecnica
La struttura del Saab 21R era analoga a quella del Saab 21 dal quale derivava.

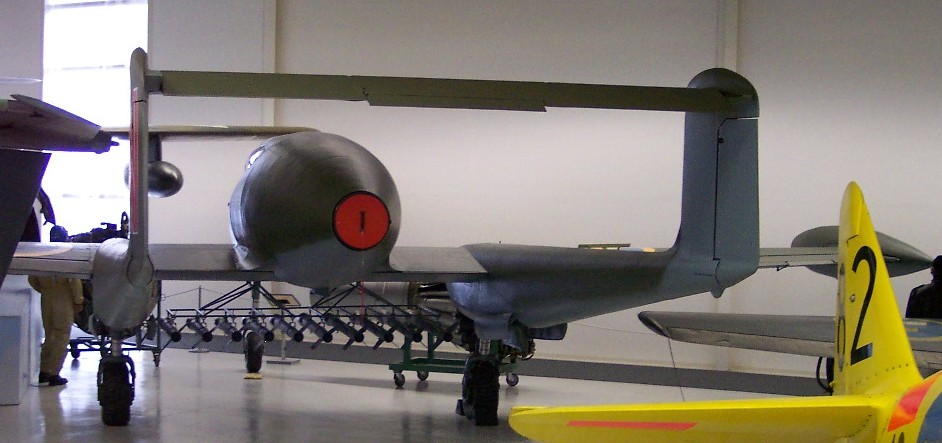
Una vista posteriore del Saab 21R: sotto le ali si distingue il supporto con la batteria di 10 razzi.

Il motore, evidentemente, costituiva l'elemento di distinzione, vera ragione d'essere del nuovo velivolo. I prototipi realizzati (4) ed i primi 30 esemplari di serie erano equipaggiati direttamente con i turbogetto de Havilland Goblin prodotti nel Regno Unito dalla casa madre, mentre gli ultimi 30 velivoli prodotti montavano la medesima unità motrice però nella versione prodotta su licenza dalla Svenska Flygmotor AB (più tardi divenuta Volvo Flygmotor, azienda motoristica del gruppo Volvo Aero).
L'armamento nella versione J (dallo svedese Jakt, Caccia) era costituito da un cannoncino aeronautico Hispano-Suiza HS.404 calibro 20 mm e due mitragliatrici Browning M/39A calibro 13,2 mm piazzati nel muso e da altre due Browning identiche alle precedenti alloggiate nelle semiali.
Una volta impiegati nei reparti da attacco vennero dotati di armamento aggiuntivo, consistente in 10 razzi Bofors da 100 mm oppure 5 razzi da 180 mm o, ancora, 10 razzi anticarro da 80 mm.

## Impiego operativo
Il Saab 21R venne inizialmente impiegato nel ruolo di caccia e assegnato dal 1951 alla F 10 Ängelholm (Skånska flygflottiljen) della Svenska flygvapnet, affiancando i Saab 21 ad elica già in servizio, ma le sue prestazioni aggiunto ad un'autonomia, malgrado la possibilità di installare serbatoi supplementari alle estremità alari, piuttosto ridotta, lo rendevano poco adatto al ruolo. Dopo un solo anno di servizio i velivoli vennero sostituiti dai più versatili de Havilland DH.100 Vampire FB 50 (J 28B), versione cacciabombardiere, e riconvertiti per l'impiego come aerei da attacco al suolo, mediante l'incremento dell'armamento offensivo.
Gli ultimi velivoli ancora in servizio vennero ritirati dai reparti di prima linea nel corso del 1956, mentre nel 1957 alcuni esemplari furono utilizzati per l'addestramento dei piloti all'impiego dei Saab 32 Lansen, di prossima entrata in servizio.

## Versioni
- J 21RA: Prima versione di produzione. Impiegava motori Goblin prodotti nel Regno Unito; costruita in 34 esemplari (compresi 4 prototipi) che vennero ritirati dal servizio nel 1953.[5]. La definizione mutò in A 21RA quando i velivoli vennero destinati ai compiti di attacco al suolo.
- J 21RB: Versione dotata dei motori Goblin costruiti su licenza in Svezia. Prodotta in 30 esemplari che furono ritirati dal servizio nel 1956. Anche in questo caso la denominazione cambiò in A 21RB, al momento della loro destinazione a ruoli di attacco.

## Paesi utilizzatori
Svezia
- Svenska flygvapnet

### Pubblicazioni
- (EN) Bo Widfeldt, The Saab 21 A & R, in Aircraft in Profile, n. 138, 1966.
- (EN) J.21 R in the Air, in Flight, 24 giugno 1948,  pp. 689-92. URL consultato il 27 agosto 2011.